# Gelbbürzelkassike
Die Gelbbürzelkassike oder Gelbrücken-Stirnvogel (Cacicus cela), auch Arendajo, ist ein südamerikanischer Singvogel aus der Familie der Stärlinge.

## Beschreibung

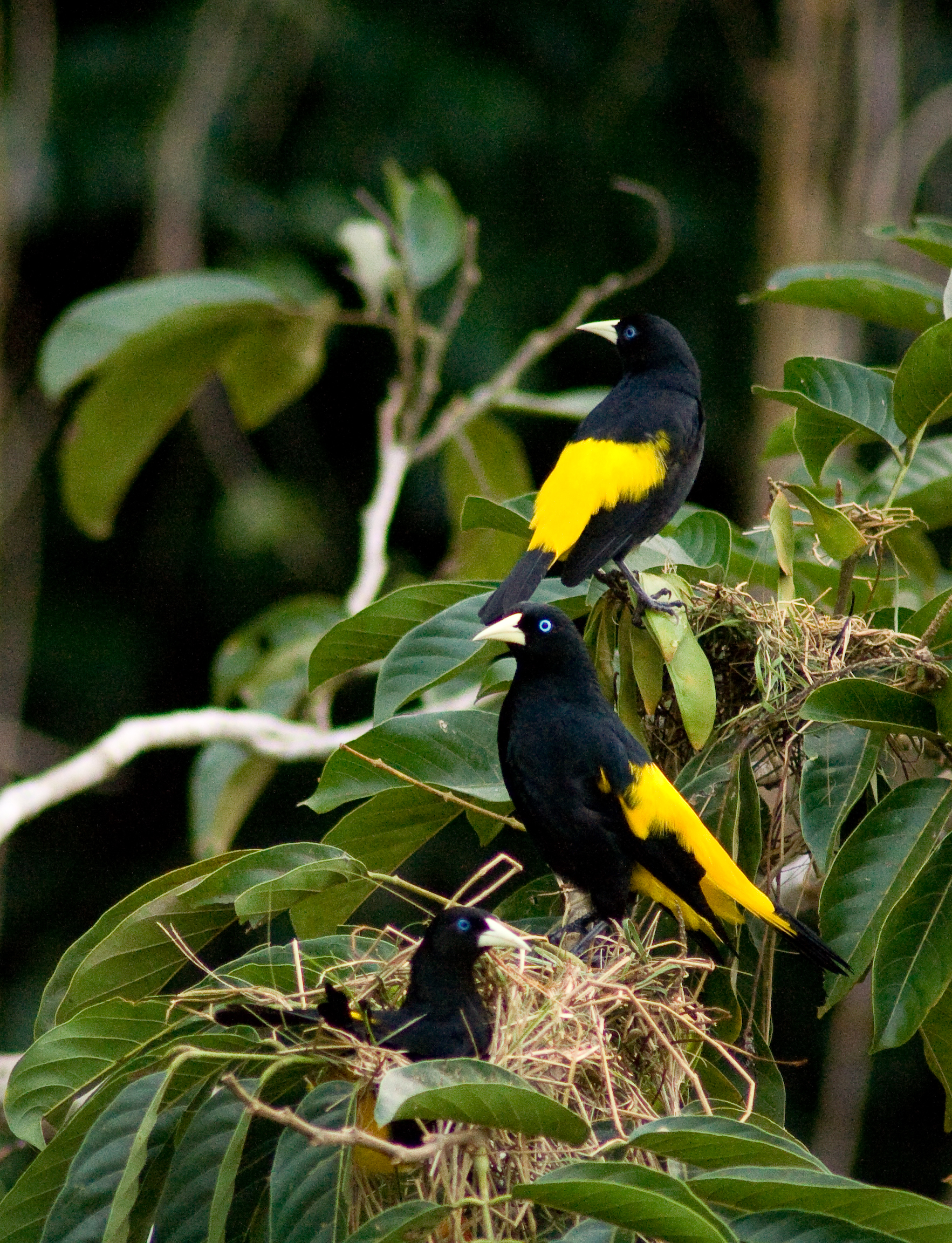

Das Männchen der Gelbbürzelkassike erreicht eine Körperlänge von 27,5 bis 29 cm. Die Weibchen sind wesentlich kleiner und erreichen nur eine Größe von 24 bis 25 cm. Das Gefieder ist glänzend schwarz mit gelben Federn an den Flügeldecken, dem Rumpf und am Schwanz. Hierin unterscheiden sich die Geschlechter nur wenig.

## Lebensweise
Es ist eine sehr gesellige Art, die in großen Schwärmen vor allem in der Dämmerung aktiv ist. Diese Schwärme sind auch sehr laut und deshalb schon von weither hörbar.

## Verbreitung

Verbreitungsgebiet der Gelbbürzelkassike

Die Art bewohnt das nördliche Südamerika von Ostpanama über Venezuela bis Brasilien, Peru und Bolivien. Ebenso finden sich einige Populationen auf der Karibik-Insel Trinidad.
Bewohnt werden hier hauptsächlich Baumwipfel an Waldrändern, Lichtungen und halboffene Landschaften.

## Fortpflanzung
Sie nisten in Kolonien in hängenden Beutelnestern, die sie für gewöhnlich in der Nähe von Wespennestern bauen. Es wird angenommen, dass diese Nachbarschaft einen gewissen Schutz vor räuberischen Tukanen wie Arassaris bietet, die diese Gelege öfters plündern.
Sick stellte die Theorie auf, dass die Wespen ebenfalls eine Fliege, Philornis pici, von den Gelegen der Gelbrücken-Stirnvögel, von deren Geruch sie angeblich angezogen werden, abhalten und somit die Parasitierung durch eine Milbenart verhindert wird.
Eine weitere Gefahr ist der Kurzschnabel-Maskentyrann (Legatus leucophaius), der oft seine Eier in die Nester des Gelbbürzelkassike legt und deren Eier aus dem Nest wirft.

## Unterarten
- Cacicus cela cela (Linnaeus, 1758)
- Cacicus cela flavicrissus (P. L. Sclater, 1860)
- Cacicus cela vitellinus (Lawrence, 1864)